# Agueda Ximenes
Agueda de Carvalho Ximenes (* 19. August 1996) ist eine osttimoresische Fußballspielerin.

## Karriere
Agueda Ximenes absolvierte im Oktober 2010 auf den Philippinen vier Partien für die U-16-Nationalmannschaft und im August 2014 in der thailändischen Hauptstadt Bangkok vier Länderspiele für die U-19-Nationalmannschaft. Bei diesen Begegnungen handelte es sich um die ersten (und bis dato einzigen) Spiele einer osttimoresischen Frauenauswahl in der jeweiligen Altersklasse.
Die Abwehrspielerin stand im vorläufigen Kader der osttimoresischen Nationalmannschaft für die Südostasienmeisterschaft 2016, wurde allerdings nicht in den endgültigen Kader berufen und verpasste dadurch die ersten Länderspiele in der Geschichte der A-Nationalmannschaft. Am 30. Juni 2018 debütierte die Osttimoresin schließlich bei der 0:12-Niederlage gegen Kambodscha im ersten Spiel der Südostasienmeisterschaft 2018, als sie in der Halbzeitpause für Sonia Amaral eingewechselt wurde. Außerdem bestritt Agueda Ximenes wenige Tage später die Spiele gegen Thailand (0:8) und Malaysia (0:5).